# Enquête de flagrance en droit français
En droit français, l'enquête de flagrance est l'enquête de police mise en œuvre dans les cas de « flagrance », c'est-à-dire une définition restrictive du flagrant délit. L'enquête de flagrance est prévue à l'article 53 du code de procédure pénale. Elle est mise en œuvre lorsque la commission de l’infraction est en cours ou vient de se produire. Elle vise à assurer une réaction pénale rapide afin de mettre fin à la perturbation de l'ordre public et de conserver les preuves.

## Notion de flagrance
En France, la notion de flagrance est définie par les articles 53 et suivants du code de procédure pénale. Elle se caractérise par la nécessité d'une réponse rapide de la police judiciaire, dotée de moyens coercitifs importants, au vu du trouble causé. Elle se restreint aux crimes et délits punis d’une peine d’emprisonnement.
Ce cadre d’enquête a été créé par le législateur face à la nécessité d’une rapide réaction pénale pour mettre fin au trouble causé par l’infraction et pour conserver les preuves. À partir d’une situation de flagrance, prévue à l’article 53 du Code de procédure pénale, l’enquête de flagrance pourra être mise en œuvre. Elle donne alors des pouvoirs importants aux enquêteurs pour leur permettre de remplir efficacement leur mission de police judiciaire.
Depuis la loi n°99-515 du 23 juin 1999 renforçant l'efficacité de la procédure pénale, la durée de l'enquête de flagrance a été limitée à huit jours. La loi du 9 mars 2004, promulguée par le gouvernement Raffarin (UMP) a ajouté un délai supplémentaire de 8 jours lorsque des investigations plus poussées sont nécessaires, lorsqu'il s'agit d'une enquête sur un crime ou un délit puni d’une peine supérieure ou égale à cinq ans d’emprisonnement.

### Flagrance proprement dite
Est qualifié crime ou délit flagrant, le crime ou le délit qui se commet actuellement, ou qui vient de se commettre.
- Le crime ou le délit se commettant actuellement (même en cas de tentative) si :
  - La commission de l'infraction est perçue sans ambiguïté,
  - L'actualité de la commission d'une infraction peut être révélée par la perception d'indices apparents, l'indice pouvant être une attitude ;

- Le crime ou le délit venant de se commettre :
  - C'est la jurisprudence et la pratique des parquets qui déterminent le délai entre la commission de l'infraction et sa découverte (le délai de 24 à 48 heures est généralement retenu[4]).

### Flagrance par présomption
Elle regroupe deux situations de faits distinctes attachées à la personne soupçonnée.
- Dans un temps très voisin de l'action, la personne soupçonnée est poursuivie par la clameur publique.
  - La clameur publique n'est pas une rumeur, elle est constituée d'un cri, mais elle n'est pas non plus définie dans les textes.
  - Néanmoins, la clameur publique suffit pour constituer un indice suffisant de présomption d'imputabilité d'une infraction flagrante.
  - La clameur publique doit se situer dans un temps très voisin de l'action.

- Dans un temps très voisin de l'action, la personne soupçonnée est trouvée en possession d'objets, ou présente des traces ou indices, laissant penser qu'elle a participé au crime ou au délit. Selon la jurisprudence, de tels indices de comportements délictueux peuvent inclure [5] :
  - La dénonciation par la victime (arrêt de la chambre criminelle du 22 avril 1992) ;
  - La déclaration d’un coauteur recueillie par procès-verbal (arrêt de la chambre criminelle du 23 mars 1992) ;
  - La fuite d’un individu à la vue de la police (arrêt de la chambre criminelle du 4 janvier 1982), qui peut autoriser, dans certains cas, un contrôle d'identité (la Cour de cassation a pu considérer que le fait de faire demi-tour à la vue de la police ne constituait pas un indice suffisant [6]. Cf. contrôle d'identité pour plus de détails) ;
  - La forte odeur de résine de cannabis ressentie lors d’un contrôle routier (arrêt de la chambre criminelle du 4 novembre 1999).

### Flagrance par assimilation
Il existe des cas de flagrance par assimilation. Ainsi, même si les conditions de l’article 53 du Code de procédure pénale ne sont pas remplies, le régime de la flagrance est mis en œuvre concernant les 3 hypothèses suivantes :
- La recherche des causes de la mort « en cas de découverte d'un cadavre, qu'il s'agisse ou non d'une mort violente, mais si la cause en est inconnue ou suspecte » (article 74 du Code de procédure pénale)[8] ;
- La disparition d’un mineur ou d’un majeur qui présente un caractère inquiétant (article 74-1 du Code de procédure pénale)[9];
- La recherche d'une personne placée sous-main de justice en fuite (article 74-2 du Code de procédure pénale)[10].

## Critères de la flagrance
La mise en œuvre de l’enquête de flagrance suppose la réunion de 4 critères cumulatifs :
- Le critère matériel requiert que l’un des 4 cas de flagrance visé par l’article 53 du Code de procédure pénale soit susceptible d’être caractérisé. Plus précisément :
  - soit le crime ou le délit se commet actuellement ou vient de se commettre ;
  - soit la personne soupçonnée est poursuivie par la clameur publique ;
  - soit la personne est trouvée en possession d'objets suggérant qu'elle a participé au crime ou au délit ;
  - soit la personne soupçonnée présente des traces ou indices, suggérant qu'elle a participé au crime ou au délit[1].

- Le critère temporel nécessite que la flagrance ne soit mis en œuvre que pour des faits qui ont lieu moins de quarante-huit heures avant le moment où ils sont portés à la connaissance de la police[11].

- Le critère d’apparence exige que l’infraction soit révélée à la force publique (policier ou gendarme[12]) par des indices apparents d’un comportement délictueux[11].

- Le critère de gravité implique que l’infraction porte sur un crime ou sur un délit puni d'une peine d'emprisonnement[1].

## Déroulement de l'enquête

### Pouvoirs propres de l’officier de police judiciaire
- Le maintien des témoins sur place :
L’officier de police judiciaire peut défendre à toute personne de s’éloigner du lieu de l'infraction jusqu’à la clôture de ses opérations (art. 61 CPP).

- La perquisition :
Elle est possible au domicile de toute personne susceptible d’avoir participé aux faits incriminés ou détenant des éléments relatifs à ces mêmes faits. Elle se fait en la présence du mis en cause, de son représentant, ou de deux témoins ne relevant pas de l'autorité de l'officier de police judiciaire. La perquisition doit être faite en respectant les heures légales (6 h – 21 h) sauf exceptions.

- Les réquisitions :
L'officier de police judiciaire peut requérir toute personne ayant une qualification technique ou scientifique, pour les nécessités de l'enquête.

- Les convocations de témoins :
L’officier de police judiciaire peut appeler toute personne susceptible de fournir des renseignements. Si elle refuse, avis est donné au procureur de la République qui peut la contraindre à comparaître par la force publique. Les personnes retenues sur les lieux des constatations peuvent être contraintes à comparaître à l’initiative de l’officier de police judiciaire.

- La garde à vue :
L’officier de police judiciaire peut, pour les nécessités de l’enquête, priver de liberté une personne. Dans ce cas-là, il en informe immédiatement le procureur de la République. La personne gardée à vue ne peut être retenue plus de 24 heures sans l’autorisation du procureur de la République. Ce délai peut être prolongé conformément aux dispositions du code de procédure pénale, comme l'autorisation préalable du procureur de la République et présentation de la personne devant lui.

- Les interpellations :
En enquête de flagrance, la police peut procéder à des interpellations. Cette possibilité est tirée de l'article 73 du Code de procédure pénale qui permet à tout citoyen d'arrêter l'auteur d'un crime ou délit flagrant et le présenter devant l'officier de police judiciaire (OPJ) territorialement compétent, et ainsi la possibilité de placer cet individu en garde à vue.

### Actes pouvant être délégués à l’agent de police judiciaire
« Les agents de police judiciaire désignés à l'article 20 peuvent également entendre, sous le contrôle d'un officier de police judiciaire, toutes personnes susceptibles de fournir des renseignements sur les faits en cause. Ils dressent à cet effet, dans les formes prescrites par le présent code, des procès-verbaux qu'ils transmettent à l'officier de police judiciaire qu'ils secondent. »

— Article 61 alinéa 5, D11, D13 à D14 du Code de procédure pénale
L'agent de police judiciaire peut donc procéder à toutes auditions (de toutes sortes, témoins, victime ou auteur). En revanche, en enquête de flagrance, toutes les autres pièces de procédure sont uniquement rédigées par l'officier de police judiciaire.
- L'immunité parlementaire ne s'applique pas en cas de flagrance.